# Dolichomitus curticornis
Dolichomitus curticornis là một loài tò vò trong họ Ichneumonidae.